# Encheiridium montanus
Encheiridium montanus is een hooiwagen uit de familie Gonyleptidae.